# Acetoacetat
Acetoacetat eller diättiksyra, är en keton som bland annat bildas av kroppen vid ketos. Den är den enklaste beta-ketosyran, och som andra medlemmar i den här klassen är den instabil. Metyl- och etylestrarna, som är ganska stabila, produceras i stor skala industriellt som råvara till färgämnen. Acetoacetat är en svag syra.
Acetoacetat kan användas som substrat för att bilda ATP under omständigheter med låga glukosnivåer i blodet, som vid ketoacidos eller ketogen diet.

## Biokemi
Acetoacetat produceras i mitokondrierna i levern från acetoacetylkoenzym A (CoA). Först tillsätts en annan acetylgrupp från acetyl CoA för att bilda 3-hydroxi-3-metylglutaryl CoA, sedan förloras en acetyl CoA från detta, vilket ger acetoacetat. Det initiala acetoacetatet kan komma från den sista cykeln i beta-oxidationen av en fettsyra, eller kan syntetiseras från två acetyl CoA-molekyler, katalyserade av tiolas.
Hos däggdjur frigörs acetoacetat som produceras i levern (tillsammans med de andra två "ketonkropparna") i blodomloppet som en energikälla under perioder med fasta, träning eller som ett resultat av typ 1-diabetes mellitus. För det första överförs en CoA-grupp enzymatiskt till den från succinyl-CoA och omvandlar den tillbaka till acetoacetyl CoA. Detta bryts i två acetyl CoA-molekyler av tiolas, och dessa går sedan in i citronsyracykeln. Hjärtmuskel och njurbark föredrar acetoacetat framför glukos. Hjärnan använder acetoacetat när glukosnivåerna är låga på grund av fasta eller diabetes.

## Syntes och egenskaper
Acetoacetat kan framställas genom hydrolys av diketen. Dess estrar produceras analogt via reaktionen mellan diketen och alkoholer, och acetoacetat kan framställas genom hydrolys av dessa ämnen. I allmänhet genereras acetoacetat vid 0 °C och används omedelbart på plats. Den sönderdelas i måttlig takt till aceton och koldioxid:
CH3C(O)CH2CO2H  →  CH3C(O)CH3  +  CO2
Syraformen har en halveringstid på 140 minuter vid 37 °C i vatten, medan basformen (anjonen) har en halveringstid på 130 timmar. Det vill säga det reagerar ungefär 55 gånger långsammare. Den är en svag syra (som de flesta alkylkarboxylsyror), med ett pKa på 3,58.
Acetoactat uppvisar keto-enol-tautomerisering, där enolformen delvis stabiliseras genom förlängd konjugering och intramolekylär H-bindning. Jämvikten är starkt lösningsmedelsberoende med ketoformen som dominerar i polära lösningsmedel (98 procent i vatten) och enolformen står för 25-49 procent av materialet i icke-polära lösningsmedel.

## Användning

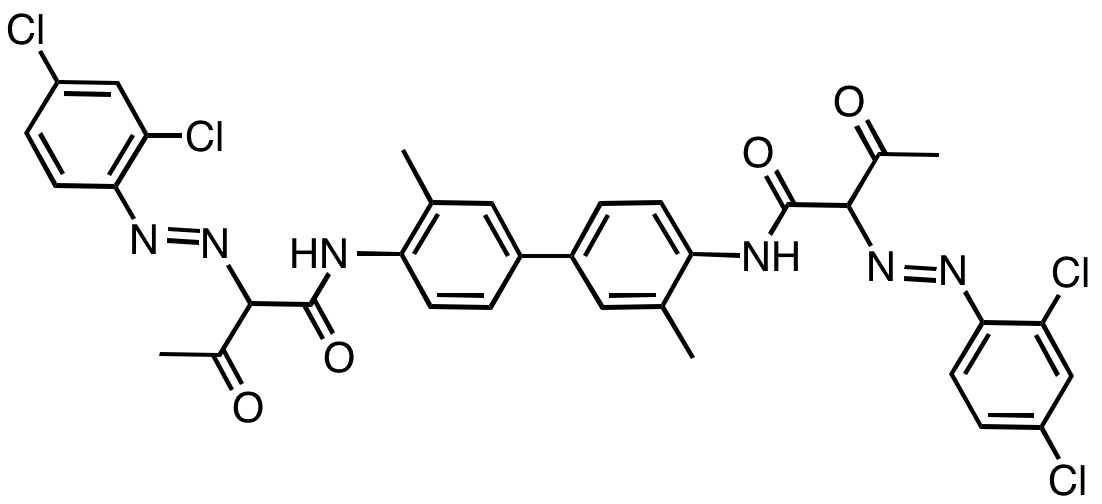
Pigment Yellow 16 är ett typiskt färgämne som innehåller acetoacetylgruppen

Acetoättikestrar används för acetoacetyleringsreaktionen, som används i stor utsträckning vid framställning av färger som arylidgult och diarylidgult. Även om estrarna kan användas i denna reaktion, reagerar diketen också med alkoholer och aminer på motsvarande ättiksyraderivat i en process som kallas acetoacetylering. Ett exempel är reaktionen med 4-aminoindane:

## Detektering
Acetoacetat mäts i urinen hos personer med diabetes för att testa för ketoacidos och för att övervaka personer på en ketogen eller lågkolhydratdiet. Detta görs med mätstickor belagda med nitroprussid eller liknande reagenser. Nitroprussid ändras från rosa till lila i närvaro av acetoacetat, den konjugerade basen av acetoättiksyra, och färgförändringen graderas med ögat. Testet mäter inte β-hydroxibutyrat, den vanligaste ketonen i kroppen. Under behandling av ketoacidos omvandlas β-hydroxibutyrat till acetoacetat så testet är inte användbart efter att behandlingen har börjat och kan vara falskt låg vid diagnos.
Liknande tester används i mjölkkor för att testa för ketos.